# Familia sin nombre
Familia sin nombre (Famille-sans-nom) es una novela de aventuras del escritor francés Julio Verne prepublicada en la Magasin d’Éducation et de Récréation desde el 1 de enero hasta el 1 de diciembre de 1889 y publicada en dos volúmenes el 20 de mayo y el 14 de noviembre de ese mismo año.

## Argumento
Se cuenta la vida de una familia del sur de Quebec durante la Rebelión del Bajo Canadá, que, entre 1837 y 1838, buscaba una república independiente y democrática. En el libro, los dos hijos de un traidor luchan en la rebelión, en un intento de venganza por la muerte de su padre.

## Capítulos

### Primera parte
- I Algunos hechos, algunas fechas.
- II Doce años antes.
- III Un notario de raza hurona.
- IV La villa de Montcalm.
- V El desconocido.
- VI El San Lorenzo.

### Segunda parte
- I De Quebec a Montreal.
- II Un aniversario.
- III La Casa Cerrada.
- IV La granja de Chipogán.
- V El último de los sagamores.
- VI El festín.
- VII Tiros a los postres.

### Tercera parte
- I Primeras escaramuzas.
- II San Dionisio y San Carlos.
- III Vaudreuil en Casa Cerrada.
- IV Los ocho días siguientes.
- V Pesquisas.
- VI El señor Nick en Walhatta.

### Cuarta parte
- I El Fuerte Frontenac.
- II Joann y Juan.
- III La Isla Navy.
- IV Bridget Morgaz.
- V Expiación.
- VI Último adiós.
- VII La noche del 20 de diciembre.
- VIII Últimas fases de la insurrección.

## Temas vernianos tratados

### Política
Junto con "Matías Sandorf" (1885), este es uno de los libros en los que Julio Verne aborda directamente asuntos políticos. En esta ocasión, no utiliza como trasfondo la lucha por la independencia de Quebec, sino que es en sí el hilo narrador de la historia, en la que Juan Sin Nombre lucha por redimir la memoria de su familia después de que años antes su padre fuera la causa de que murieran varios revolucionarios y se impidiera así la sublevación.

### Paul Verne
Julio Verne era muy apegado a su hermano menor Paul, al que describe como el mejor de sus amigos y con quien compartió sus mejores aventuras de pequeños. En los últimos años del escritor, es frecuente ver historias que hablan sobre esta relación, siendo el más claro ejemplo "Los hermanos Kip" (1902). De hecho, ésta sirvió de homenaje al recién fallecido Paul. Otro ejemplo importante es "El secreto de Wilhelm Storitz" (1910)

## Historia de las publicaciones

### Una edición francesa moderna
En la edición de 1978, publicada por la editorial francesa Générale d'éditions, en la portada aparecía la frase "Pour un Québec libre" ("Por un Quebec libre"). Este libro fue propiciado por la década que se vivía en Quebec: El discurso "Viva Quebec libre" (del presidente francés Charles de Gaulle), las elecciones generales... movimientos relacionados con esto acabarían provocando la independencia de Quebec, que se daría en 1980.